# Pentoffia nivata
Pentoffia nivata är en insektsart som beskrevs av Kramer 1964. Pentoffia nivata ingår i släktet Pentoffia och familjen dvärgstritar. Inga underarter finns listade i Catalogue of Life.